# غلامرضا فولادوند
غلامرضا فولادوند قاضی بلندپایه دادگستری، نماینده مجلس شورای ملی بود که در دوران نخست‌وزیری سپهبد زاهدی، معاون پارلمانی او شد. او پدر عزت‌الله فولادوند مترجم آثار فیلسوفان صاحب نام به فارسی بود.
زاده لرستان و فرزند عزیزالله‌خان هژبرالسلطنه بود. در رشته حقوق تحصیل و به قضاوت اشتغال ورزید. به دادستانی و ریاست دادگستری کرمان رسید  و بعد به ریاست بازرسی وزارت دادگستری منصوب شد.
فولادوند در دوره‌های پانزدهم و شانزدهم مجلس شورای ملی (از سال ۱۳۲۶ تا ۱۳۳۰) نماینده شاهرود بود. پس از پایان دوره نمایندگی‌اش به دادگستری بازگشت و به دادیاری و مستشاری دیوان عالی کشور رسید. مدتی نیز مدیرکل ثبت اسناد و املاک شد. در سال ۱۳۳۲ در کابینهٔ سپهبد فضل‌الله زاهدی، معاون پارلمانی نخست‌وزیر بود.
از برادران او می توان به امیرقاسم فولادوند وکیل مجلس شورای ملی و استاندار فارس و نیز به تیمسار علی فولادوند فرمانده دانشکده افسری و همچنین به امیرحسین فولادوند نماینده چهار دوره مجلس شورای ملی از الیگودرز اشاره کرد.
عزت‌الله فولادوند مترجم آثار فیلسوفان صاحب نام در ایران فرزند اوست. خانه‌اش در جاده قدیم شمیران (خیابان شریعتی کنونی تهران) به نام عمارت فولادوند به موزه خوشنویسی ایران تبدیل شده است. از این بنا به عنوان لوکیشن در چند سریال تلویزیونی نیز استفاده شده‌است که از میان آنها می‌توان سریال یه تیکه زمین (۱۳۹۱) و سریال روزهای انقلاب را نام برد.